# Afrikanische Autoren
Afrikanische Autoren ist eine deutschsprachige Buchreihe mit ins Deutsche übersetzten Werken verschiedener Autoren der afrikanischen Literatur, die in Frankfurt am Main im evangelischen Verlag Lembeck erschien.

## Einführung
Herausgegeben wurde die Reihe von Ulla Schild, Gerhard Grohs und Peter Schunck. Sie enthält aus dem Französischen, Englischen und Portugiesischen übersetzte afrikanische Werke. In der Reihe erschienen Werke prominenter afrikanischer Autoren, vergleichbar der englischsprachigen African Writers Series. Die Reihe erschien von 1980 bis zu Anfang der 1990er Jahre.

## Bände
- Aminata Sow Fall. Der Streik der Bettler oder der menschliche Abfall. (La grève des Bàttu ou les déchets humains). Roman aus Senegal. Mit einem Nachwort von Peter Schunck. 1991. 173 Seiten. ISBN 3874762688
- Sembène Ousmane. Gottes Holzstücke. (Les bouts de bois de Dieu - Banty Mam Yall). Roman aus Senegal und Mali. Übersetzt und mit einem Nachwort von Peter Schunk. 1988. 400 Seiten. ISBN 3874762475
- Amadou Hampâté Bâ. Wangrins seltsames Schicksal oder die listigen Ränke eines afrikanischen Dolmetschers. (L'étrange destin de Wangrin ou Les Roueries d'un interprète africain). Ein Schelmenroman aus Afrika. Übersetzt von Adelheid Witt, mit einem Nachwort von Peter Schunck. 1985. 384 Seiten. ISBN 3874762327
- Kofi Awoonor. Schreckliche Heimkehr nach Ghana. (This Earth, My Brother). Allegorische Erzählung über Afrika. 1985, 288 Seiten. ISBN 3874761541
- Nuruddin Farah. Wie eine nackte Nadel. (A Naked Meedle). Roman aus Somalia. 1984. 336 Seiten. ISBN 387476155X
- V. Y. Mudimbe. Auch wir sind schmutzige Flüsse. (Le bel immonde). Erzählung aus Zaire. 1982. 186 Seiten. ISBN 3874761762
- Alex La Guma. Die Zeit des Würgers. (Time of the Butcherbird). Roman aus Südafrika. 1981. 258 Seiten. ISBN 3874761533
- José Luandino Vieira: Das wahre Leben des Domingos Xavier (A Vida Verdadeira de Domingos Xavier). Grossmuter Xixi und ihr Enkel Zeca Santos (Vavo Xixi e seu Neto Zeca Santos). Erzählungen aus Angola 1981, ISBN 9783874761680
- René Philombé. Der weiße Zauberer von Zangali. (Un sorcier blanc à Zangali). Roman aus Kamerun. 1980. 195 Seiten. ISBN 3874761495
- Cheikh Hamidou Kane. Der Zwiespalt des Samba Diallo. (L'aventure ambigue). Erzählung aus Senegal. 1980, 193 Seiten. ISBN 3874761487